# Carlo Luzi
Il marchese avvocato Carlo Luzi (Sanseverino, 8 marzo 1818 – Sanseverino, 16 gennaio 1899) è stato un politico italiano.
Fu senatore del Regno d'Italia nella XVIII legislatura.

## Opere
- Carlo Luzi, Ai signori componenti la maggioranza predominante nel Consiglio Comunale di Sanseverino-Marche osservazioni al discorso stampato per loro delibera del 4 gennaro 1867 sulla posizione del professore Pacifico del Frate nel Ginnasio Municipale di detta città, su books.google.it, Osimo, Tipografia dei Fratelli Quercetti, 1867. URL consultato l'11 gennaio 2019.